# Christoffel van Swoll
Christoffel van Swoll (25 de abril de 1668 - 12 de noviembre de 1718) fue gobernador general de las Indias Orientales Neerlandesas desde el 17 de noviembre de 1713 hasta su muerte.
Nació en 1668 en Ámsterdam . El 19 de diciembre de 1683, partió hacia Batavia a bordo del Juffrouw Anna como ayudante al servicio de la Compañía Neerlandesa de las Indias Orientales . Llegó a Batavia el 19 de junio de 1684 y comenzó a trabajar en la Secretaría General . Fue ascendido regularmente. En 1686 fue ascendido a Contador, en 1690 a Primer Secretario de la Secretaría General y en 1691 a Comprador . En 1696, fue nombrado Secretario del Alto Gobierno (de Hoge Regering). En 1700 se convirtió en Raad extra-ordinair (Consejero extraordinario) y Presidente del College van Weesmeesteren (un orfanato). En 1701 fue nombrado Raad ordinair van Indië (Consejero Titular de Indias). El 3 de mayo de 1703 se convirtió en presidente del College van Schepenen en Batavia . Tras la muerte del gobernador general Abraham van Riebeeck, el Consejo ( Raad ) eligió a van Swoll, por una pequeña mayoría, como gobernador general (el 17 de noviembre de 1713). Esta propuesta fue enviada a los 17 Señores de Indias ( de Heren XVII ) el 18 de mayo de 1714 quienes confirmaron su nombramiento en 1715, a pesar de su dificultad de carácter. Su honestidad fue el factor decisivo en aquellos tiempos de corrupción y mala administración.
Como gobernador general, lidió con el comercio privado o no oficial. En esto no tuvo mucho éxito. En general, no hubo nada particularmente notable en su tiempo en el cargo. Estaba en contra de ampliar el territorio de la Compañía, porque pensaba que entonces se volvería ingobernable. 

Cuatro años después de su nombramiento provisional como gobernador general, murió en Batavia el 12 de noviembre de 1718. Fue enterrado en la Iglesia de la Santa Cruz (Kruiskerk). Su sucesor fue Hendrick Zwaardecroon .